# Vanemuise 46
Vanemuise 46 (en estonien : Vanemuise 46) est un bâtiment de l’université de Tartu en Estonie.

## Histoire
Sa construction a été lancée en 1905 par le professeur de l'université impériale de Tartu, Georgi Mihhailovski qui a travaillé à Tartu de 1905 à 1912.
Conçu par le professeur Otto Hoffmann de l'université technique de Riga, le bâtiment, à l'origine destiné uniquement au Musée de géologie et de zoologie et aux instituts correspondants, a été achevé en 1914 et a été utilisé comme hôpital militaire en raison du déclenchement de la Première Guerre mondiale. 
L'université de Tartu a mis à sa disposition le bâtiment de la rue Aia tänav après la fin de la guerre d'indépendance de l'Estonie.
Le Musée de zoologie et de géologie a déménagé dans le bâtiment éducatif de la rue Aia en 1921. Le bureau de géologie et de minéralogie y a été transféré durant l'hiver 1920-1921. En 1922, il est prévu de déplacer le bureau d'archéologie et le bureau d'histoire de l'art dans le bâtiment, mais d'autres espaces leur seront trouvés.
Le 1er juin 1934, le Gouvernement de la république d’Estonie décide de céder le terrain avec les bâtiments à l'université de Tartu.
De nos jours, la faculté des sciences et de la technologie de l'université de Tartu est située dans le bâtiment, mais jusqu'en 2008, s'y trouvait la faculté de biologie et de géographie de l'université de Tartu qui a fusionné le 1er janvier 2008 avec la faculté de physique et de chimie du l'université de Tartu, l'Institut maritime estonien et l'Institut de technologie de l'université de Tartu. 
Le bâtiment Vanemuine 46 abrite le plus grand auditorium circulaire de 400 places de l'université de Tartu.
L'édifice abrite aussi le musée d'histoire naturelle de l'université de Tartu.
Depuis 2017, le bâtiment est classé monument culturel.

## Galerie

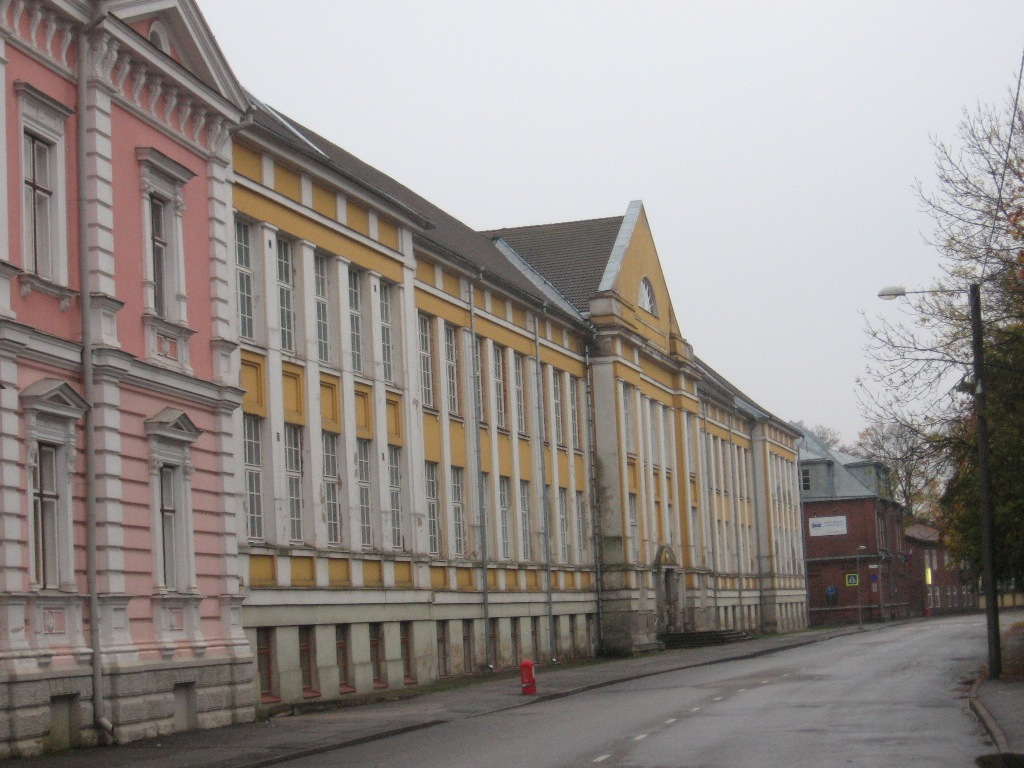
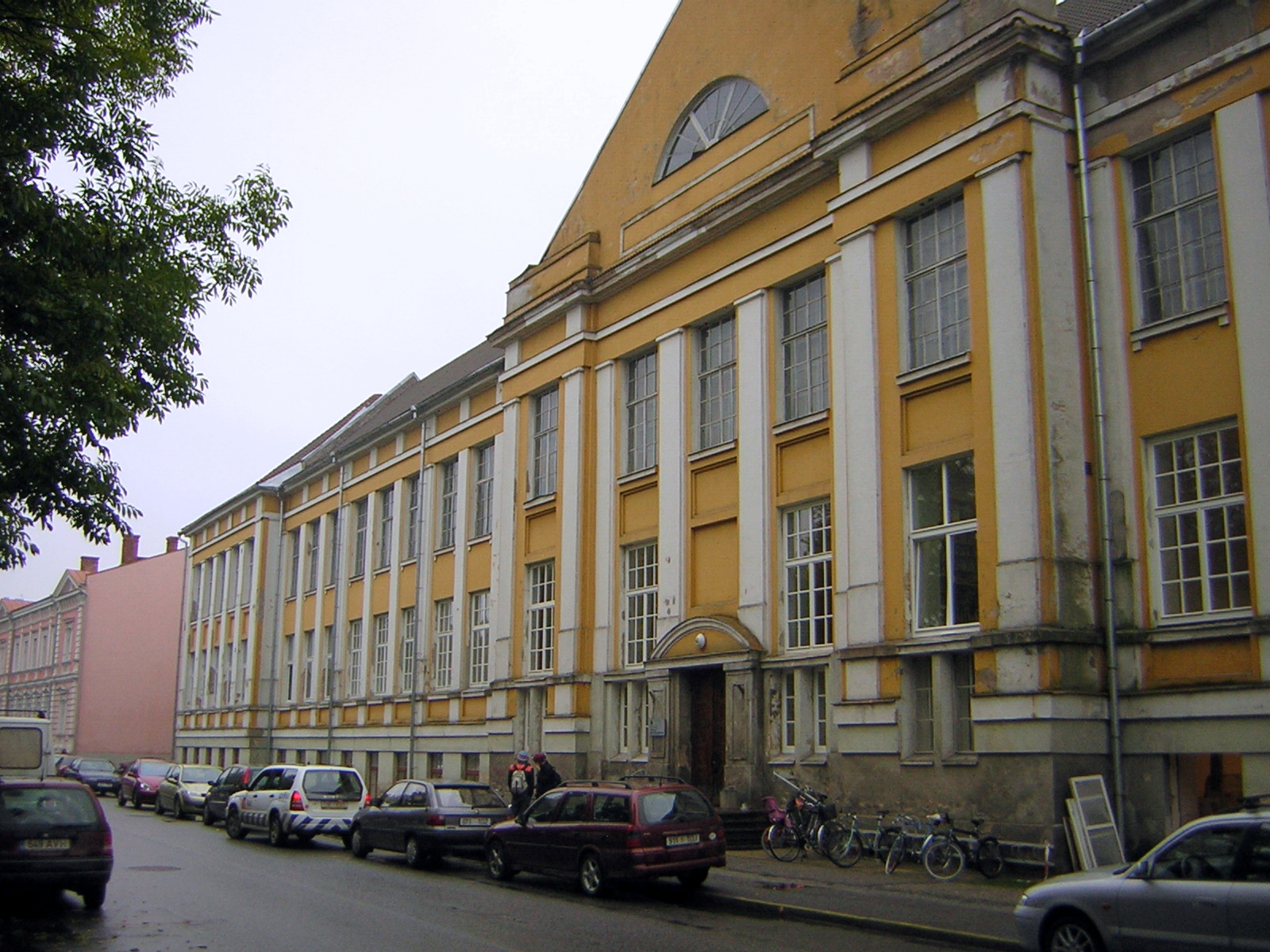
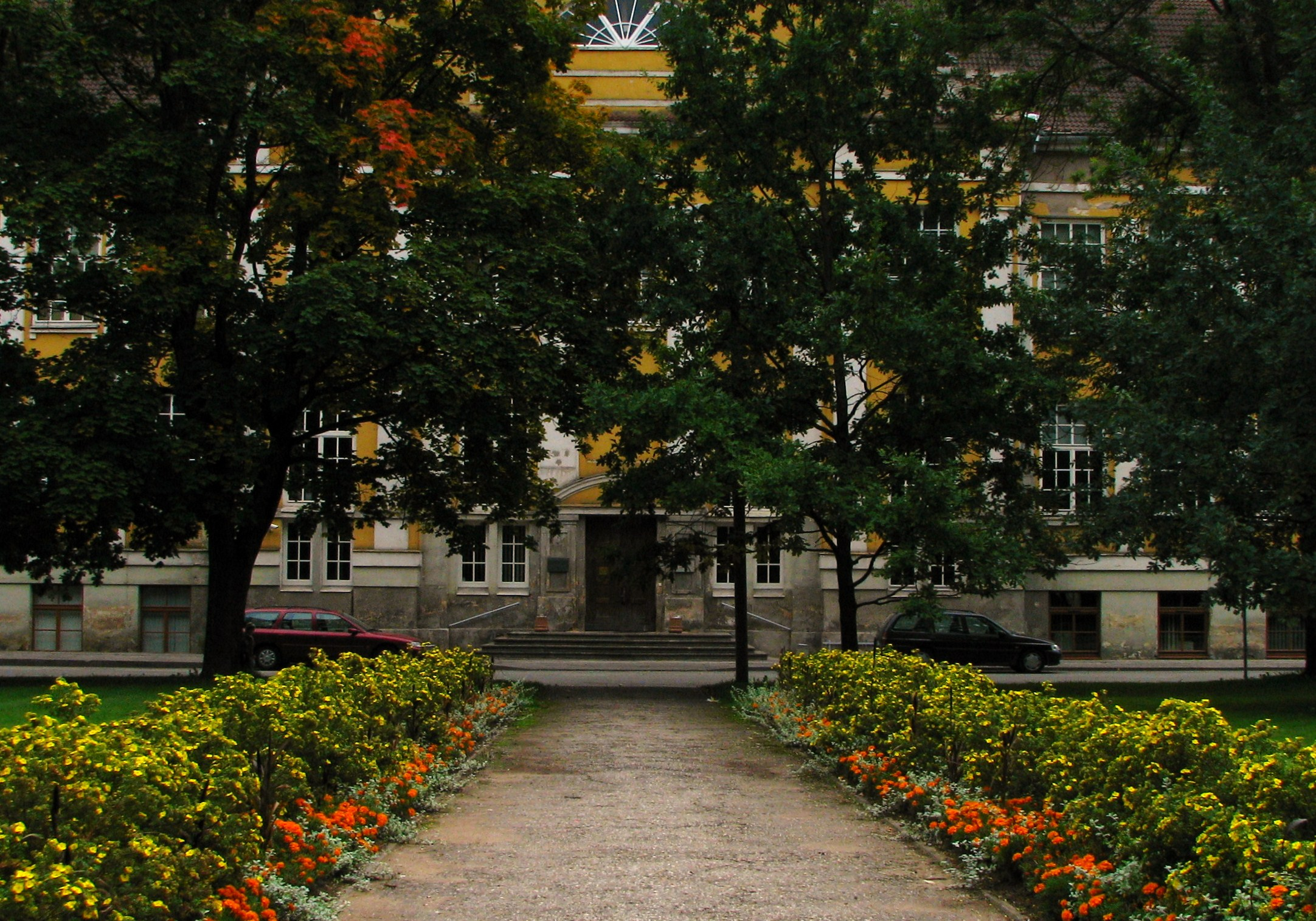
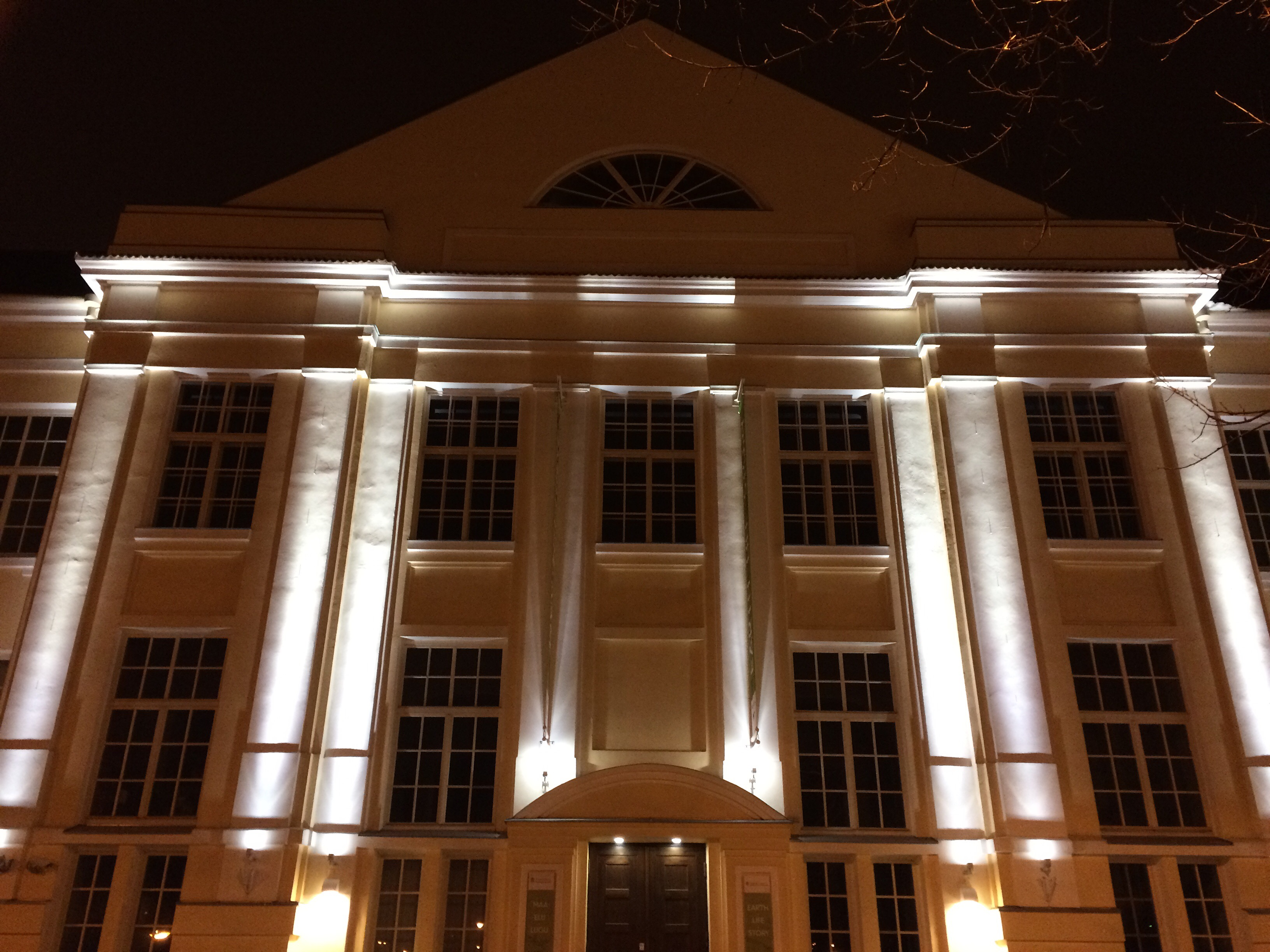

### Liens  externes
- Ressource relative à l'architecture :   - Kultuurimälestiste